# ザ・クリスマス・ソング
「ザ・クリスマス・ソング (The Christmas Song)」は、1944年にミュージシャンで作曲家、歌手のメル・トーメが、ボブ・ウェルズと一緒に書いた曲。特にナット・キング・コールによる歌唱で広く知られている。英語では副題として「Chestnuts Roasting on an Open Fire」が添えられたり、発表当初の副題「Merry Christmas to You」が添えられることもある、クリスマス・ソングの定番の一つ。

## 概要
トーメによれば、この曲は、焼け付くような暑い夏の盛りに書かれたのだという。「クール（cool＝冷たい、涼しい、賢いなどの意）なことを考えながら、クールに過ごそうと」しているうちに、（BMIによれば）最も演奏機会が多いとされる、このクリスマス・ソングが誕生したのである。
トーメは次のように回想している。「螺旋綴じのノートが彼（共作者のボブ・ウェルズを指す）のピアノの上に置いてあって、4行が鉛筆書きされていたのを見た」「それぞれの行の始まりは、『クリを焼く... (Chestnuts roasting...)、ジャック・フロスト（霜の精）が凍えさせる... (Jack Frost nipping...)、ユールのキャロル... (Yuletide carols...)、みんなエスキモーのように着込んでいる(Folks dressed up like Eskimos)』とあった。ボブは歌詞を書いているつもりじゃなかった。彼は、冬のことを考えて没頭していれば、少しは涼めるのではないかと思っていたんだ。」その後、40分で、曲は完成した。「作曲は僕が全部やったし、歌詞の一部も僕が書いた」とトーメは述べている。
ナット・キング・コール率いるザ・キング・コール・トリオは、1946年前半に、初めてこの曲を録音した。その後、コール自身が要請し、所属レーベルであったキャピトル・レコードの反対を押し切って、同年のうちに、小規模なストリングスを入れて2回目の録音が実現し、こちらのバージョンがポップ・チャートでもR&Bチャートでも大ヒットとなった。さらにコールは、1953年にも、ネルソン・リドル (Nelson Riddle) の編曲と指揮によるフル・オーケストラの伴奏で録音を行ない、1961年にはラルフ・カーマイケル (Ralph Carmichael) の指揮するオーケストラで、ステレオ録音を行なった。この1961年の録音が一般的には決定版と見なされており、2004年に行なわれた調査では、この季節の歌として30代・40代の女性たちから最も愛されている曲とされたが、1946年の最初の録音は、1974年にグラミーの殿堂入りを果たしている。
2012年12月28日にBBC Fourが放送した『ザ・リッチエスト・ソングス・イン・ザ・ワールド』 (The Richest Songs in the World) で、音楽著作権で史上最も稼いだ曲の第10位に選出された。

## ナット・キング・コールによる録音

### 最初の録音
ニューヨーク市のラジオ局WMCAのスタジオで、1946年6月14日に録音された。レーベルに記載されたクレジットには、「ザ・キング・コール・トリオ（ナット・キング・コール、ボーカル＝ピアニスト；オスカー・ムーア、ギタリスト；ジョニー・ミラー、ベーシスト）」とある。1989年、ライノが出した様々なアーティストたちの作品を集めたコンピレーション『Billboard Greatest Christmas Hits (1935–1954)』(R1 70637(LP) / R2 70637(CD)) に、たまたま誤ってこの音源が収録されるまで、公開されなかった。

### 2回目の録音
再びニューヨーク市のラジオ局WMCAのスタジオで、1946年8月19日に録音された。最初に発売された録音である。レーベルに記載されたクレジットには、「ザ・キング・コール・トリオとストリング・クワイア（ナット・キング・コール、ボーカル＝ピアニスト；オスカー・ムーア、ギタリスト；ジョニー・ミラー、ベーシスト；チャールズ・グリーン、弦楽四重奏およびハープ、ドラムの指揮）」とある。ラッカー盤原盤は、番号981。1946年11月、78回転盤 Capitol 311として発売された。この録音は、コールとビング・クロスビーが録音した、1940年代のクリスマス・ソングを集めたCD『The Holiday Album』に収録されている。

### 3回目の録音
ハリウッドのキャピトル・スタジオで、1953年8月24日に録音された。この曲の録音としては、初めて磁気テープを使用した録音である。レーベルに記載されたクレジットには、「ザ・キング・コール・トリオとストリング・クワイア（ナット・キング・コール、ボーカル；ネルソン・リドル、オーケストラ指揮）」とある。原盤は、番号11726、テイク11。1953年11月、78回転盤 Capitol 90036、45回転盤 Capitol F90036 として発売された。実はキャピトルは、1950年に既にレコード番号 90036 として、この曲の2回目の録音を再発売していた。このレコード番号の誤りを訂正したものは、1953年10月18日に、78回転盤 Capitol 2955、45回転盤 Capitol F2955 として発売された。こちらのレーベルに記載されたクレジットには、「ナット・"キング"・コールとネルソン・リドル指揮オーケストラ」とある。この録音は、1990年のCD『Cole, Christmas and Kids』や、コンピレーション『Casey Kasem Presents All Time Christmas Favorites』に収録されている。1991年にモザイク・レコード (Mosaic Records) が出したボックスセット『The Complete Capitol Recordings of the Nat King Cole Trio』には、1946年の2回の録音とともに、この録音も収録されている。

### 4回目の録音
ニューヨーク市のキャピトル・スタジオで、1961年3月30日に録音された。初めてのステレオ録音であるこのバージョンは、クリスマスの時期になるとラジオでしばしば流されるものとなっており、おそらくこの曲の最も広く知られたバージョンである。レーベルに記載されたクレジットには、「ナット・キング・コール（ナット・キング・コール、ボーカル；ジャールズ・グリーンとピート・ルゴロ、オーケストラ編曲；ラルフ・カーマイケル、オーケストラ指揮）」とある。伴奏の編曲は1953年のものとほとんど同一であるが、ボーカルはずっと深みを増し、明瞭なものとなっている。もともとは、コールの初期のヒット作をステレオで再録音したLP『The Nat King Cole Story』のために行なわれた録音であったが、後に、1960年のクリスマス・アルバム『The Magic of Christmas』の再発に際して、「世の人忘るな (God Rest Ye Merry Gentlemen)」との差し替えで収録された。アルバム名も曲名と同じ『The Christmas Song』に改題されたこの再発盤は、1962年に発表され（モノラル Capitol W-1967、ステレオ Capitol SW-1967）、現在も同じ内容でCDが出ている。「ザ・クリスマス・ソング」のこの録音は、多数のコンピレーションにも収録されている。キャピトル・レコードのポップ・スタンダード曲の各種コンピレーションに収録されるだけでなく、より広くレーベルを超えて楽曲を集めたコンピレーションにも取り上げられている。例えば、（ニューヨーク市のラジオ局WCBS-FMの『Ultimate Christmas Album Volume 3』にも、このバージョンが収録されている。1991年に、このバージョンはデジタル・リマスターが施され、2005年9月27日にリリースされたアルバム『The Christmas Song』のタイトル・トラックとして再発された。

## メル・トーメによる録音
メル・トーメ自身も、この曲を何度か録音しており、1954年にはコーラル・レコード (Coral Records) から出たライブ・アルバム『At the Crescendo』、1961年にはヴァーヴ・レコードから出たアルバム『My Kind of Music』、1966年にはコロムビア・レコードから出たクリスマス・シングル、1992年にはテラーク・レコードから出たアルバム『Christmas Songs』のために、それぞれ録音を行なっている。

## 最初のカバー
1940年代から、ナット・キング・コールの最初の録音をカバーしたレコードがいくつか存在していた。その最初の例は、デッカ・レーベルのディック・ヘイムズ (Dick Haymes) によるカバーとされているが、このレコードは、最初にリリースされたものの、最初に録音されたカバーではない。最初のカバーを録音したのは、マジェスティック・レコード (Majestic Records) のポップ・テナーでバンドリーダーだったエディ・ハワード (Eddy Howard) であった。ハワードはコールの大ファンで、コールが取り上げた「I Want to Thank Your Folks」や「I Love You for Sentimental Reasons」などもカバーした。